# Amador de Busnel
Pour les articles homonymes, voir Busnel.
Amador Félix Annibal, chevalier de Busnel, né le 17 février 1771 au château de Beauvais (Paimpont), mort le 25 février 1858 à Orléans est un général français et chef chouan pendant la Révolution française.

## Biographie
Fils d'Anne Augustine de Farcy de Saint-Laurent et de Joseph de Busnel du Bouëxis.
Il épouse Ursule-Françoise Poullain des Dodières, fille d'un officier, Jean-René-François Poullain des Dodières, et de Suzanne Rose Charette.
Busnel sert au régiment de Béarn sous l'Ancien Régime, puis émigre en 1791. Il rentre cependant en France en 1793 et passe aux Chouans. Il organise la division de Dinan avec Malo Colas de La Baronnais.
Il passe ensuite en Ille-et-Vilaine et est nommé par Joseph de Puisaye adjudant-général de l'Armée catholique et royale de Bretagne.
Il est promu maréchal de camp et gouverneur de Versailles sous la Restauration.

## Sources
- Toussaint du Breil de Pontbriand, Mémoire du colonel de Pontbriand, 1897, p. 449.
- Jacques Crétineau-Joly, Histoire de la Vendée militaire, Volume 3, 1973